# Борго-Верчелли
Борго-Верчелли (итал. Borgo Vercelli) — коммуна в Италии, располагается в регионе Пьемонт, в провинции Верчелли.
Население составляет 2158 человек (2008 г.), плотность населения составляет 114 чел./км². Занимает площадь 19 км². Почтовый индекс — 13012. Телефонный код — 0161.
В коммуне 15 августа особо празднуется Успение Пресвятой Богородицы.

## Демография
Динамика населения:

## Администрация коммуны
- Официальный сайт: http://www.comuneborgovercelli.it